# Argonemertes hillii
Argonemertes hillii is een snoerwormensoort uit de familie van de Acteonemertidae. De wetenschappelijke naam van de soort is voor het eerst geldig gepubliceerd in 1924 door Hett.